# Epocilla praetextata
Espèce
Epocilla praetextata est une espèce d'araignées aranéomorphes de la famille des Salticidae.

## Distribution
Cette espèce se rencontre en Inde au Manipur, au Népal, au Bhoutan, en Chine au Yunnan, en Birmanie, en Malaisie, à Singapour et en Indonésie à Java,.

## Description
La carapace du mâle décrit par Jastrzębski en 2007 mesure 2,45 mm de long sur 1,97 mm et l'abdomen 3,26 mm et la carapace de la femelle mesure 2,56 mm de long sur 2,12 mm et l'abdomen 4,20 mm.

## Publication originale
- Thorell, 1887 : « Viaggio di L. Fea in Birmania e regioni vicine. II. Primo saggio sui ragni birmani. » Annali del Museo civico di storia naturale di Genova, vol. 25, p. 5-417 (texte intégral).